# بال‌زرشکی
بال‌زرشکی‌ها (نام علمی: Cryptospiza)، یک سرده از پرندگان گنجشک‌سان کوچک وابسته به خانواده سهرگان ریز است. چهار گونه وجود دارد. آن‌ها در بخش‌هایی از جنوب صحرای آفریقا، به ویژه کافت آلبرتین دیده می‌شوند. هر چهار گونه در آنجا وجود دارند و دو گونه، بال‌زرشکی شلی و بال‌زرشکی تیره، در هیچ جای دیگری یافت نمی‌شوند. آن‌ها پرندگان پنهانکاری هستند که عمدتاً در جنگل‌های کوهستانی با زیر درختان انبوه زندگی می‌کنند. آن‌ها معمولاً روی یا نزدیک زمین غذایابی می‌کنند و عمدتاً از دانه‌هایی مانند علف‌ها و گل‌ها تغذیه می‌کنند.